# Waldbahn Câmpu Cetății
| |                         |                  |                  |
| Streckenlänge: | Stand 1997: 8 km        |                  |                  |
| Spurweite: | 760 mm (Bosnische Spur) |                  |                  |
| |                         |                  |                  |
| \| \| 0 \| Câmpu Cetății \| Câmpu Cetății \| \| \| 1 \| Szöldy \| Szöldy \| \| \| 4 \| Mandoky \| Mandoky \| \| \| 7 \| Mikuly \| Mikuly \| \| \| 8 \| Nirajul Mic Fund \| Nirajul Mic Fund \| |                         |                  |                  |
| Betriebs-/Güterbahnhof Streckenanfang | 0                       | Câmpu Cetății    | Câmpu Cetății    |
| Blockstelle | 1                       | Szöldy           | Szöldy           |
| Blockstelle | 4                       | Mandoky          | Mandoky          |
| Blockstelle | 7                       | Mikuly           | Mikuly           |
| Betriebs-/Güterbahnhof Streckenende | 8                       | Nirajul Mic Fund | Nirajul Mic Fund |

Die Waldbahn Câmpu Cetății (ungarisch Vármező) war eine Schmalspurbahn in Rumänien. Sie wurde wie alle rumänischen Waldbahnen von der staatlichen Gesellschaft Căile Ferate Forestiere (CFF) betrieben und hatte eine Spurweite von 760 Millimetern. Der namensgebende Ort liegt im Kreis Mureș, vier Kilometer östlich von Eremitu.

## Geschichte

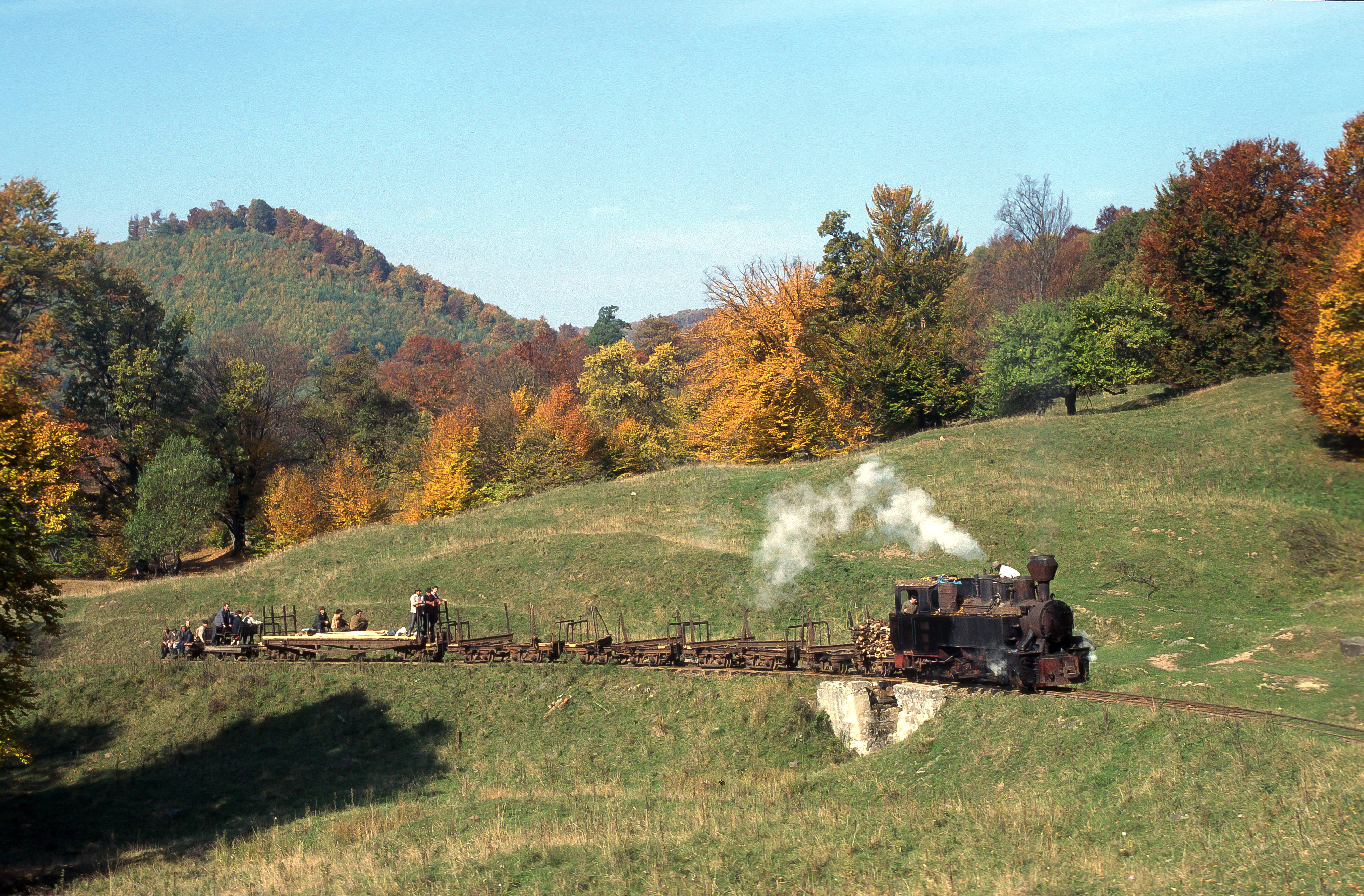
Waldbahn Câmpu Cetății (1996)

Die Bahn wurde 1954 eröffnet, um das geschlagene Holz mit Flachwagen und Holzschemeln zu transportieren. Wie auf den meisten Waldbahnen wurden bei den bergwärts fahrenden Zügen am Zugende sogenannte Wagoneten mitgeführt.
Bis Sommer 1992 war ein Gleisanschluss zum Bahnhof der CFR-Strecke Târgu Mureş–Sovata in Betrieb.
Zum Einsatz kamen vor allem Dampflokomotiven des Reșița-Typs (eine Nachfolgebauart des MÁVAG-Typs 70), darunter die 764.441 und die 764.467. Sie wurden nach der Stilllegung der Bahn verschrottet. Zuletzt war auch eine weitere Lokomotive, die 764.460, in Betrieb. Sie steht heute auf der ungarischen Waldbahn von Lenti und Csömödér im Einsatz. Der nördliche Streckenast wurde Mitte der 1990er Jahre stillgelegt. Der Betrieb auf dem südlichen Ast wurde 1997 eingestellt. Im Folgejahr wurde die Strecke abgebaut. Das Gebäude des ehemaligen Lokschuppens in Câmpu Cetății ist umgenutzt und baulich instand gesetzt worden.

## Streckenbeschreibung
Die Strecke begann am Sägewerk am nordöstlichen Ortsende von Câmpu Cetății, wo sich der Lokschuppen (Heizhaus) und ein Gleisdreieck befanden. Von dort führten zwei Streckenäste je etwa 8 km in südöstliche Richtung in das Gurghiu-Gebirge. Die Waldgebiete entlang der Strecke waren durch Buchenmischwald geprägt.
Die Strecke zum Bahnhof der CFR-Strecke Târgu Mureş–Sovata führte vom Sägewerk aus etwa 5 km in westlicher Richtung, am nördlichen Talrand entlang.